# 433-й мотострелковый полк
433-й мотострелковый Краснознамённый полк имени Донского казачества — тактическое формирование Сухопутных войск СССР и Российской Федерации (1991—2009).

## История
433-й мотострелковый полк ведёт историю от 106-го стрелкового полка 29-й стрелковой дивизии, образованного 31 октября 1943 года. Формировался в течение 6 дней в селе Новогригорьевка Подгоренского района Воронежской области. Первый бой произошёл в ходе Курской битвы на оборонительных рубежах возле Белгорода в июле 1943 года. В дальнейшем 106-й стрелковый полк 29-й стрелковой дивизии наступал в Белоруссии и Прибалтике. Был награждён орденом Красного Знамени. Полку 4 раза объявлялась Благодарность Верховного главнокомандующего.
В 1950-е гг. 106-й стрелковый полк переформирован в 140-й механизированный полк 63-й механизированной дивизии.
4 июня 1957 года 140-й механизированный полк переименован в 433-й мотострелковый полк 110-й мотострелковой дивизии.
В конце 1980-х полк находился в составе 213-й мотострелковой дивизии Приволжского военного округа, дислоцируясь в селе Тоцкое Тоцкого района. В конце 1980-х гг. полк имел на вооружении: 10 Т-72, 151 БТР (130 БТР-70, 21 БТР-60), 6 БМП (4 БМП-1, 1 БРМ-1К), 1 БМП-1КШ.
Приказом Министра обороны СССР, от 30 марта 1991 года, полку мотострелков присвоено именное наименование — «имени Донского казачества».
17 апреля 1991 года, после расформирования 213-й мотострелковой дивизии, 433-й мотострелковый полк вошёл в состав 27-й гвардейской мотострелковой дивизии, заменив расформированный 244-й гвардейский мотострелковый полк.
В 1990-е гг. полк занимался миротворческими функциями в Приднестровье, в зоне грузино-абхазского конфликта. Сводный отряд из 500 бойцов полка принимал участие в Первой чеченской войне.
За весь период cуществования полка награждено 320 военнослужащих орденами и 1671 в/с медалями.
В ходе реформы Вооружённых сил России полк был расформирован.